# 柿内輝心
柿内 輝心（かきうち きしん、1995年10月21日 - ）は、熊本県和水町出身の元プロバスケットボール選手。キャリアの全期間を通じて熊本ヴォルターズに在籍していた。ポジションはポイントガード。

## 来歴
1995年に生まれる。北陸高等学校卒業後、中央大学に進学。
2016-17シーズン、中央大学3年次に熊本ヴォルターズと特別指定選手契約を締結。
2017-18シーズン、中央大学4年次に熊本ヴォルターズと特別指定選手契約を締結。
2018-19シーズン、熊本ヴォルターズと新規選手契約を締結。シーズン中57試合に出場。総プレイタイム717.02分。
2019-20シーズン、熊本ヴォルターズと契約継続。アーリーカップやシーズン開幕後、得点やアシストなどで活躍し、目覚ましい成長ぶりを見せていたが、2019年9月28日、第2節広島ドラゴンフライズ戦Game1において、右膝前十字靭帯損傷・内側側副靭帯損傷・内側半月板損傷という重傷を負った。手術を受けることになり、以後シーズンから離脱した。
2020-21シーズン、熊本ヴォルターズと契約継続。
2020年12月28日、再び膝を負傷し故障者リストへ登録された。
2021年2月4日、リストより復帰するが、膝の状態は良好でなく、4月16日、再手術を受けることになり選手契約を解除される。
2021-22シーズン、熊本ヴォルターズに練習生として加入。
2022年3月11日、熊本ヴォルターズと再び新規選手契約を締結。第26節のバンビシャス奈良戦においてGame1でアシスト、Game2でスリーポイントシュートを決め、見事に復帰を遂げた。
2022年5月26日、自由交渉選手リストに公示され、6月30日、引退を発表。

## 個人成績
| シーズン   | チーム | GP | GS | MPG  | FG%   | 3P%   | FT%   | RPG | APG | SPG | BPG | TO  | PPG |
| ---------- | ------ | -- | -- | ---- | ----- | ----- | ----- | --- | --- | --- | --- | --- | --- |
| B2 2016-17 | 熊本   | ７ | ０ | 11.1 | 0.452 | 0.167 | 0.750 | 1.3 | 0.6 | 1.0 | 0.1 | 0.1 | 4.6 |
| B2 2017-18 | 熊本   | 28 | 0  | 6.2  | 0.283 | 0.208 | 0.875 | 0.4 | 0.6 | 0.1 | 0.0 | 0.4 | 1.6 |
| B2 2018-19 | 熊本   | 57 | 5  | 12.5 | 0.41  | 0.375 | 0.665 | 0.8 | 1.6 | 0.2 | 0.0 | 0.7 | 3.4 |
| B2 2019-20 | 熊本   | 3  | 0  | 19.1 | 0.36  | 0.308 | 0.500 | 2.0 | 3.7 | 0.7 | 0.0 | 0.6 | 7.7 |
| B2 2020-21 | 熊本   | 23 | ０ | 7.3  | 0.317 | 0.217 | 0.333 | 0.7 | 1.0 | 0.7 | 0.0 | 0.6 | 1.4 |
| B2 2021-22 | 熊本   | ７ | ０ | 2.31 | 0.25  | 0.200 | 0.0   | 0.0 | 0.7 | 0.0 | 0.0 | 0.4 | 0.7 |